# 大林拓真
大林拓真（日语：／ Obayashi Takuma，1999年8月7日—），日本男子羽毛球運動員，亦為現役日本國家羽毛球隊（B隊）成員。福井县出生，先后毕业于勝山市立勝山南部中学校和埼玉榮高等學校，畢業於早稻田大学。2022年4月1日，加入Tonami運輸株式會社，同時成為該社羽球部員。

## 簡歷
2019年4月，大林拓真出戰大阪羽毛球國際挑戰賽并闯进决赛，以1-2的比分不敌队友渡边航贵，取得个人在国际公开赛事的首枚奖牌。

## 主要比賽成績
只列出曾進入準決賽的國際賽事成績：
| 年份   | 賽事                   | 公開賽級別 | 項目     | 成績   |
| ------ | ---------------------- | ---------- | -------- | ------ |
| 2017年 | 亞洲青年羽毛球錦標賽   | 其他       | 混合團體 | 季軍   |
| 2017年 | 世界青年羽毛球錦標賽   | 其他       | 混合團體 | 季軍   |
| 2019年 | 大阪羽毛球國際挑戰賽   | 國際挑戰賽 | 男子单打 | 亚军   |
| 2020年 | 愛沙尼亞羽毛球國際賽   | 國際系列賽 | 男子單打 | 準決賽 |
| 2020年 | 牙買加羽毛球國際賽     | 國際系列賽 | 男子單打 | 冠軍   |
| 2020年 | 秘魯羽毛球未來系列賽   | 未來系列賽 | 男子單打 | 亚军   |
| 2022年 | 加拿大羽球公開賽       | 超級100賽  | 男子單打 | 亞軍   |
| 2022年 | 加拿大羽毛球國際挑戰賽 | 國際挑戰賽 | 男子單打 | 冠軍   |
| 2023年 | 泰國羽毛球國際挑戰賽   | 國際挑戰賽 | 男子單打 | 準決賽 |
| 2023年 | 越南羽毛球國際挑戰賽   | 國際挑戰賽 | 男子單打 | 冠軍   |
| 2023年 | 塞班島羽毛球國際賽     | 國際挑戰賽 | 男子單打 | 冠軍   |
| 2023年 | 越南羽毛球公開賽       | 超級100賽  | 男子單打 | 亞軍   |
| 2023年 | 印尼泗水羽毛球大師賽   | 超級100賽  | 男子單打 | 冠軍   |
| 2023年 | 日本熊本羽毛球大師賽   | 超級500賽  | 男子單打 | 準決賽 |
| 2024年 | 亞洲羽毛球團体錦標賽   | 其他       | 男子團体 | 季軍   |

| 2007-2017年 | 首要超級賽 | 超級賽 | 黃金大獎賽 | 大獎賽 | 國際挑戰賽 | 國際系列賽 | 未來系列賽 | 其他 |

| 2018-2026年 | 總決賽 | 超級1000賽 | 超級750賽 | 超級500賽 | 超級300賽 | 超級100賽 | 國際挑戰賽 | 國際系列賽 | 未來系列賽 | 其他 |